# Farquharia elliptica
Farquharia elliptica  là một loài thực vật có hoa trong họ La bố ma. Loài này được Stapf mô tả khoa học đầu tiên năm 1912.